# Martin Schlott (Zoologe)
Martin Schlott (* 11. November 1891 in Breslau; † 5. März 1950 in Wuppertal) war ein deutscher Zoologe. Zwischen dem 1. November 1934 und dem 15. März 1946 war er der fünfte Direktor des Zoos Breslau und der letzte deutsche Direktor dieser Einrichtung.

## Leben
Schlott nahm im Jahr 1919 ein naturwissenschaftliches Studium an der Universität Breslau auf. Im Jahr 1931 erhielt er den Doktortitel für seine Arbeiten über Spinnen. Ab 1931 war er Mitarbeiter im Zoo Breslau unter dem Direktorat von Hans Honigmann, woraufhin Schlott 1934 nach Honigmanns Entlassung dieses Amt antrat. Als Direktor des Zoos begleitete Schlott kurz vor dem Zweiten Weltkrieg den Ausbau von Gehegen und Ställen für Antilopen, Zebras und Giraffen, einer Freianlage für Paviane (1939), eines Beckens für Seehunde und Seelöwen und einer Bärenfreianlage (1937/38).
Die Erklärung Breslaus zur Festung und die Kämpfe gegen die Rote Armee in der Zeit von Januar bis Mai 1945 führten de facto zur Liquidierung des Zoologischen Gartens und zum Tod der meisten, besonders der großen oder gefährlichen, Tiere im Garten, die auf Befehl der deutschen Behörden erschossen wurden. Bis Juni 1945 überlebten jedoch etwa 200 Tiere, die Schlott noch immer pflegte. Im Juni wurden sie in andere polnische Zoos gebracht.
Seit Ende Juni 1945 arbeitete Schlott aufgrund der Auflösung des Breslauer Zoos an anderen Orten, unter anderem im Breslauer Zoo-Museum, und nach seinem Weggang aus Breslau im März 1946 arbeitete er im Zoo Hannover, von 1947 bis zu seinem Tod war er Direktor des Wuppertaler Zoos.

## Publikationen
Schlott veröffentlichte u. a. einen Führer durch den zoologischen Garten zu Breslau, herausgegeben von der Aktien-Gesellschaft Breslauer Zoologischer Garten, 1941, Wrocław, sowie wissenschaftliche Arbeiten, unter anderem: „Biologische Studien an Agelena labyrinthica Cl.“ (Breslau 1931).